# Glenfarclas
Glenfarclas (рус. Гленфарклас) — марка одного из известных солодовых шотландских виски, производимого на одноимённой винокурне.

## История
Название винокурни переводится, как «Долина с зеленой травой», и оно себя оправдывает: предприятие стоит у подножья горы Бен-Риннес, среди лугов, а вода для производства виски берется из ручья, питаемого талыми водами ледников Benrinnes. Сбегая по склонам, вода проходит вереск и торф, очищается песчаными и гранитными массами. Винокурня основана в 1836 году фермером Робертом Хаем. После его смерти в 1865 году, приобретена Джоном Грантом (John Grant). Первоначально Грант сам не занимался делами предприятия, сдавая её Джону Смиту (John Smith), позже построившему винокурню Cragganmore. Лишь в 1870 году семья Гранта вместе с эдинбургской фирмой Pattison начала самостоятельное производство виски. В 1898 году Pattison объявила о банкротстве, а её доля выкуплена Грантами.
Особенностью Glenfarclas Distillery, отличающей её от других винокурен, является процесс дистилляции. Виски не производится в едином технологическом цикле, после выполнения каждой ступени технологического процесса производство останавливается и проводится контроль качества. За счет этого обеспечивается почти полная идентичность производимой партии виски ранее созданной. Виски выдерживаются на складах винокурни в испанских бочках из-под хереса.
За более чем 160-летнюю историю Glenfarclas изменялась лишь одна вещь — наклейка на бутылках.